# 10 avril
Pour les articles homonymes, voir Dix-Avril.
10 mars 10 mai
Chronologies thématiques
- Croisades
- Ferroviaires
- Sports
- Disney
- Anarchisme
- Catholicisme

Abréviations / Voir aussi
- (° 1852) = né en 1852
- († 1885) = mort en 1885
- a.s. = calendrier julien
- n.s. = calendrier grégorien
- Calendrier
- Calendrier perpétuel
- Liste de calendriers
- Naissances du jour

Le 10 avril est le 100e jour, moins souvent le 101e, de l'année du calendrier grégorien ; il en reste ensuite 265.
Son équivalent était généralement le 21e jour du mois de germinal dans le calendrier républicain / révolutionnaire français, officiellement dénommé jour du gainier (c'est-à-dire de l' « arbre de Judée », au moins lorsque ce gainier est silicastre).

## Événements

### XVesiècle
- 1407 : le 5e Karmapa Lama Deshin Shekpa visite la capitale de la dynastie Ming à Nankin. Il reçoit le titre de « Grand Trésor Prince du Dharma » à cette occasion.
- 1500 : les Suisses se retirent de Novare, capturent Ludovic Sforza et le livrent aux Français.

### XVIesiècle
- 1525 : hommage prussien d’Albert de Brandebourg-Ansbach, à Sigismond Ier de Pologne.

### XVIIesiècle
- 1606 : la Compagnie virginienne de Londres est établie, par charte royale de Jacques Ier, dans le but d'établir des colonies en Amérique du Nord.

### XVIIIesiècle
- 1710 : le Copyright Act (ou Statute of Anne) entre en vigueur en Grande-Bretagne, y instaurant officiellement la notion de copyright (ou droit d'auteur).
- 1741 : dans la guerre de Succession d'Autriche, la Prusse prend le contrôle de la Silésie, à l'occasion de la bataille de Mollwitz.

### XIXesiècle
- 1809 : pendant les guerres napoléoniennes, les troupes autrichiennes envahissent la Bavière, menant à la guerre de la cinquième coalition.
- 1814 : bataille de Toulouse, entre les troupes de la coalition anglo-hispano-portugaise, commandée par le marquis de Wellington, et les troupes napoléoniennes du maréchal Soult[1].
- 1815 : éruption du Tambora, l'une des plus violentes éruptions volcaniques connues de l'Histoire.
- 1826 : fin du troisième siège de Missolonghi (date dans le calendrier julien). Les habitants font une sortie triomphante, mais fatale pour la majeure partie d'entre eux.
- 1864 : Maximilien de Habsbourg est proclamé empereur du Mexique, lors de l'expédition là-bas.
- 1876 : création de la Caixa Geral de Depósitos, au Portugal, sous le règne du roi Louis Ier.

### XXesiècle
- 1912 : le Titanic part de Southampton, en Angleterre, pour son premier (et unique) voyage.
- 1919 : Emiliano Zapata est pris en embuscade par des troupes gouvernementales, et trouve la mort à cette occasion.
- 1938 :
  - début du troisième mandat d'Édouard Daladier comme président du Conseil.
  - plébiscite en Autriche pour valider l'Anschluss.
- 1941 :
  - l'Afrikakorps entame le siège de Tobrouk.
  - proclamation de l'État indépendant de Croatie.
- 1948 : résolution no 45 du Conseil de sécurité des Nations unies, relative à l'admission de l'Union birmane (Myanmar).
- 1953 : Dag Hammarskjöld est élu Secrétaire général des Nations unies.
- 1963 : l'USS Thresher, et ses 129 hommes, disparaissent en mer.
- 1971 : dans le cadre de la diplomatie du ping-pong, les pongistes américains arrivent en Chine.
- 1972 : pour la première fois depuis novembre 1967, les bombardiers américains B-52 commencent à bombarder le Nord Vietnam (guerre du Viêt Nam).
- 1992 : massacre de Maragha pendant le conflit du Haut-Karabagh.
- 1998 : signature de l'accord de paix pour l'Irlande du Nord, ce vendredi saint.

### XXIesiècle
- 2009 : le président fidjien Josefa Iloilo prend les pleins pouvoirs et abroge la Constitution de son pays.
- 2016 :
  - élection présidentielle aux Comores.
  - élections générales au Pérou.
  - élection présidentielle au Tchad.
- 2019 : un référendum a lieu au Belize pour se prononcer sur le recours à la Cour internationale de justice afin de tenter de trancher le différend frontalier l'opposant au Guatemala[2].
- 2022 : premier tour de l'élection présidentielle française qui voit la qualification d'Emmanuel Macron et de Marine Le Pen au second tour du scrutin.
- 2024 : en Corée du Sud, l'opposition remporte les élections législatives[3].

## Arts, culture et religion

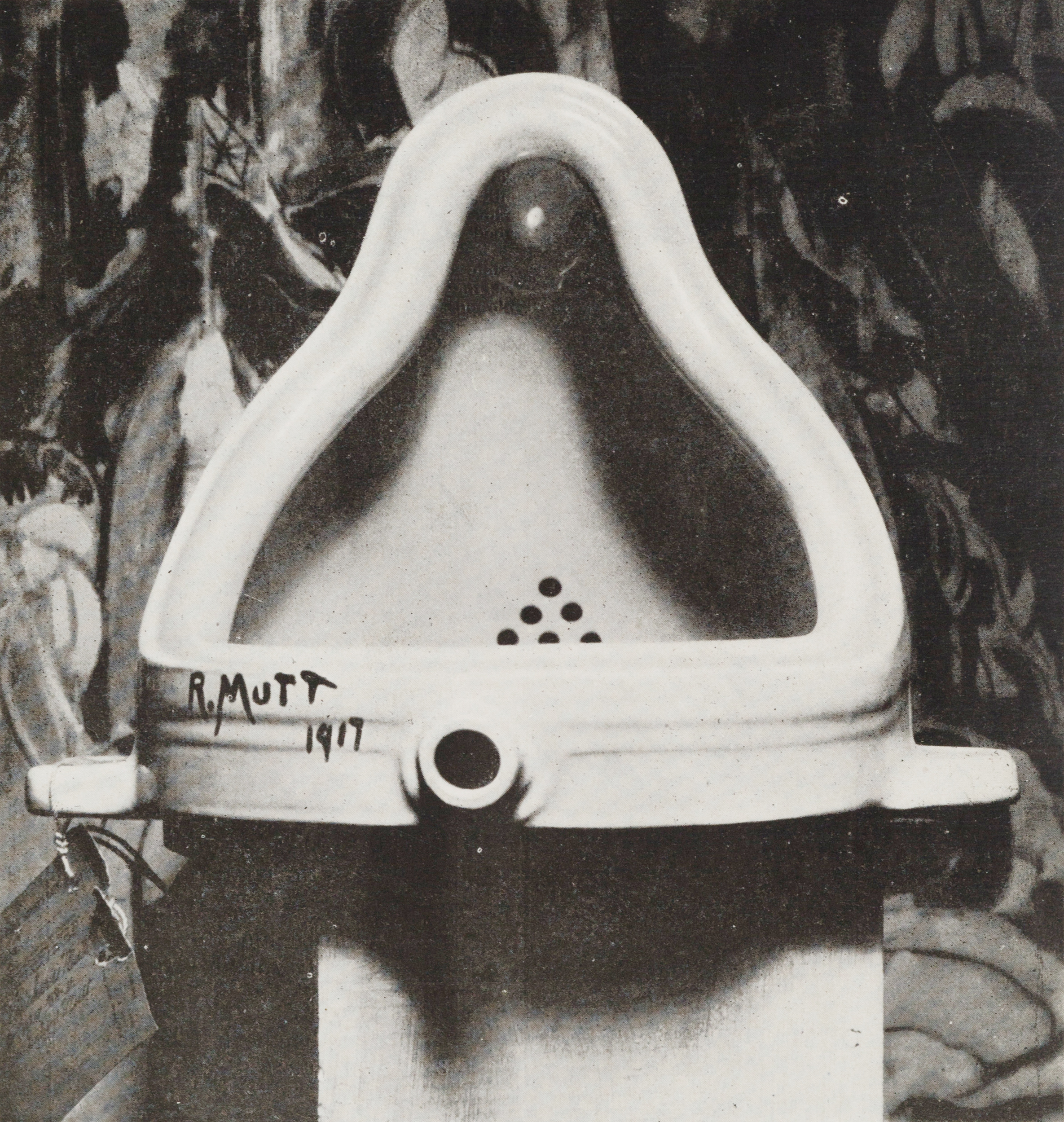
Fontaine de Marcel Duchamp exposée en 1917, ici photographiée par Alfred Stieglitz

- 428 : Nestorius devient patriarche de Constantinople.
- 1868 : création d'Un requiem allemand de Johannes Brahms.
- 1887 : ce dimanche de Pâques le pape Léon XIII autorise la création de l'université catholique d'Amérique.
- 1917 : Marcel Duchamp expose le ready-made Fontaine dans le cadre d'une exposition « sans jury et sans médaille » organisée par la Société des artistes indépendants à New York. L'œuvre est refusée pour cause d'« obscénité et de non-art »[5].
- 1925 : publication de Gatsby le Magnifique, de Francis Scott Fitzgerald, par Charles Scribner’s Sons.
- 1968 : le lendemain de l'enterrement de Martin Luther King, le film Dans la chaleur de la nuit reçoit les oscars des meilleurs film et acteur pour Rod Steiger. Sidney Poitier également en lice pour son interprétation dans Devine qui vient dîner ce soir l'avait obtenu en revanche en 1964 pour son rôle dans Le lys des champs alors à lui remis par Anne Bancroft[6].
- 1970 : les Beatles se séparent vers leurs quatre carrières séparées en solo(s)[7].
- 1972 : découverte à Shandong de tombes (en) contenant des parchemins de bambou, parmi lesquelles figurent L'Art de la guerre, de Sun Tzu, et le traité militaire perdu, de Sun Bin.

## Sciences et techniques
- 2019[8] :
  - première photo d'un trou noir publiée par un consortium scientifique international.
  - annonce aux Philippines de la découverte dans la grotte de Callao d'une nouvelle espèce fossile d'hominine baptisée homo luzonensis.

## Économie et société
- 1816 : le gouvernement fédéral des États-Unis approuve la création de la deuxième banque des États-Unis.
- 1866 : création de l'American Society for the Prevention of Cruelty to Animals (ASPCA) par Henry Bergh à New York.
- 1872 : première journée nationale de l’arbre à Nebraska City.
- 1954 : les députés français votent la création de la taxe sur la valeur ajoutée[9].
- 2006 : légalisation de l'avortement au Portugal.
- 2010 :
  - le Tupolev 154 transportant le président polonais Lech Kaczyński s'écrase près de Smolensk en Russie, faisant 96 morts dont, outre le président lui-même, de nombreux membres de l'équipe gouvernementale polonaise.
  - samedi noir de Bangkok, durant les manifestations politiques thaïlandaises de 2010.

## Naissances

### Vesiècle
- 401 : Théodose II, empereur romain d'Orient de 408 à sa mort († 28 juillet 450).

### XVIesiècle
- 1512 : Jacques V d'Écosse, roi d'Écosse († 14 décembre 1542).
- 1583 : Hugo Grotius, juriste des Provinces Unies († 28 août 1645).

### XVIIesiècle
- 1656 : René Lepage de Sainte-Claire, seigneur-fondateur de Rimouski, en Nouvelle-France († 4 août 1718).

### XVIIIesiècle
- 1707 : John Pringle, médecin britannique († 18 janvier 1782).
- 1755 : Samuel Hahnemann, médecin allemand († 2 juillet 1843).
- 1769 : Jean Lannes, militaire français († 31 mai 1809).

### XIXesiècle
- 1803 : Johann Jakob Kaup, naturaliste allemand († 4 juillet 1873).
- 1827 : Lewis Wallace, avocat, militaire, écrivain et homme politique américain († 15 février 1905).
- 1829 : William Booth, pasteur méthodiste britannique († 20 août 1912).
- 1841 : Ernst de Maizière (de) (Carl Ernst Ulrich de Maizière dit), juriste allemand d'origine lorraine huguenote († 9 janvier 1898).
- 1847 : Joseph Pulitzer, homme de presse américain († 29 octobre 1911).
- 1848 : Hubertine Auclert, journaliste et militante féministe française († 4 août 1914).
- 1863 : Paul Héroult, physicien français († 9 mai 1914).
- 1864 : Eugen d'Albert, musicien allemand († 3 mars 1932).
- 1870 (selon le calendrier julien, en fait né le 22 avril grégorien) : Lénine, homme d'État russe soviétique († 21 janvier 1924).
- 1877 : Alfred Kubin, écrivain et dessinateur autrichien († 20 août 1959).
- 1886 : John Hayes, athlète américain, vainqueur du marathon des JO de 1908  († 25 août 1965).
- 1887 : Bernardo Houssay, physiologiste argentin, prix Nobel de physiologie ou médecine 1971 († 21 septembre 1971).
- 1890 : Jane Stick, chanteuse et comédienne française ( † 14 octobre 1964)
- 1894 : Ivan Strod, officier russe († 19 août 1937).
- 1898 : 
  - Jean-René Claudel, spéléologue français († 28 septembre 1979).
  - Jacques Coutrot, escrimeur français, champion olympique par équipe († 17 septembre 1965).
- 1900 : Arnold Orville Beckman, chimiste américain († 18 mai 2004).

### XXesiècle
- 1902 : Charles-Marie Himmer, prélat belge († 11 janvier 1994).
- 1907 : 
  - Raymond Leopold Bruckberger, religieux et écrivain français († 4 janvier 1998).
  - Pete Desjardins, plongeur américain, double champion olympique († 6 mai 1985).
- 1911 :
  - Martin Denny, pianiste, arrangeur et compositeur américain († 2 mars 2005).
  - Maurice Schumann, homme politique français († 9 février 1998).
- 1914 : Jean Reverzy, médecin et romancier français († 9 juillet 1959).
- 1919 : Cécile Rol-Tanguy (Marguerite Marie Cécile Le Bihan veuve Rol-Tanguy), résistante française devenue témoin et centenaire († 8 mai 2020).
- 1921 :
  - Chuck Connors, acteur américain († 10 novembre 1992).
  - Jake Warren (en), diplomate canadien († 1er avril 2008).
  - Sheb Wooley, chanteur et acteur américain († 16 septembre 2003).
- 1925 :
  - Bernard Moitessier, navigateur français († 16 juin 1994).
  - Lionel Villeneuve, acteur québécois († 30 novembre 2000).
- 1927 : 
  - Walter Bishop Jr, pianiste et compositeur américain († 24 janvier 1998).
  - Marc'O (Marc-Gilbert Guillaumin dit), écrivain, chercheur, metteur en scène, dramaturge et cinéaste français.
  - Piero Tosi, décorateur et costumier italien de théâtre et de cinéma († 10 août 2019).
- 1929 :
  - Yvette Roudy, femme politique française, féministe, franc-maçonne, socialiste, maire de Lisieux de 1989 à 2001, euro- et franco-députée, ministre.
  - Max von Sydow, acteur franco-suédois († 8 mars 2020).
- 1930 :
  - Claude Bolling, musicien français († 29 décembre 2020).
  - Michel Polac, journaliste français († 7 août 2012).
- 1932 :
  - Delphine Seyrig, actrice et réalisatrice française († 15 octobre 1990).
  - Omar Sharif, acteur égyptien († 10 juillet 2015).
- 1933 : Anne-Aymone Giscard d'Estaing, épouse de Valéry Giscard d'Estaing et à ce titre ex-première dame de la République française.
- 1936 : Bobby Smith, chanteur américain du groupe The Spinners († 16 mars 2013).
- 1938 : Don Meredith, quart-arrière de football américain († 5 décembre 2010).
- 1941 : 
  - Gilles de Robien, homme politique français.
  - Yakiv Zheleznyak, tireur sportif ukrainien champion olympique.
- 1942 :
  - Suzanne Lévesque, animatrice et actrice québécoise.
  - André Mathieu, enseignant et romancier québécois († 11 septembre 2009).
- 1943 : Julio Estrada, compositeur mexicain.
- 1944 : 
  - Robin Ward, acteur et météorologiste canadien.
  - Fritz Zorn, écrivain suisse († 2 novembre 1976).
- 1945 : 
  - Kevin Berry, nageur australien, champion olympique († 7 décembre 2006).
  - Vera Misevich, cavalière soviétique, championne olympique († 4 mars 1995).
- 1947 : Daniel Bilalian, journaliste français de télévision.
- 1948 : Mel Blount, joueur de football américain.
- 1949 :
  - Diarra Afoussatou Thiero, femme politique malienne.
  - Rémy Bricka, musicien, chanteur voire homme-orchestre français et alsacien.
- 1950 :
  - Ken Griffey, Sr., joueur de baseball professionnel américain.
  - Eddie Hazel, musicien américain, guitariste du groupe Funkadelic († 23 décembre 1992).
- 1952 : Steven Seagal, acteur américain.
- 1954 : Peter MacNicol, acteur et réalisateur américain.
- 1956 : Loustal (Jacques de Loustal dit), auteur de bande dessinée français.
- 1958 :
  - François Berland, acteur français.
  - Kenneth Edmonds, musicien américain.
  - Sophie Faucher, actrice québécoise.
- 1959 : 
  - Yvan Loubier, économiste et homme politique québécois.
  - Brian Setzer, chanteur et guitariste américain.
- 1960 : Jeffrey Float, nageur américain, champion olympique.
- 1961 : Olivier Raoux, décorateur de cinéma français († 22 mars 2011).
- 1963 :
  - Mark Oliver Everett, musicien américain.
  - Doris Leuthard, femme politique suisse.
  - Juan Mora, matador espagnol.
- 1964 : 
  - Charly Nestor, animateur, producteur de télévision et un réalisateur français.
  - Elena Georgescu, rameuse d'aviron roumaine, triple championne olympique.
- 1965 : Rita Kőbán, kayakiste hongroise, double championne olympique.
- 1967 : Donald Dufresne, joueur de hockey sur glace canadien.
- 1968 : 
  - Damien Witecka, acteur français.
  - Park Jang-soon, lutteur sud-coréen, champion olympique.
  - Štěpánka Hilgertová, kayakiste tchèque, double championne olympique de slalom.
- 1969 : Billy Jayne, acteur américain.
- 1970 :
  - Enrico Ciccone, joueur de hockey sur glace canadien.
  - Leonard Doroftei, boxeur roumain.
  - Christophe Honoré, écrivain et réalisateur français.
  - Diederik Simon, rameur d'aviron néerlandais, champion olympique.
- 1971 : 
  - Romain Humeau, musicien et chanteur français.
  - Denis Voronenkov, homme politique russe († 23 mars 2017).
- 1972 : Phi Nhung, chanteuse vietnamienne († 28 septembre 2021).
- 1973 :
  - Guillaume Canet, acteur, réalisateur de cinéma et cavalier français.
  - Roberto Carlos da Silva, footballeur brésilien.
  - Tony Vairelles, footballeur français.
- 1976 : Sara Renner, skieuse de fond canadienne.
- 1978 : Rokhaya Diallo, journaliste et activiste française.
- 1979 : Sophie Ellis-Bextor, chanteuse britannique[10].
- 1980 :
  - Sean Avery, joueur de hockey sur glace canadien.
  - Charlie Hunnam, acteur britannique.
  - Bryce Soderberg, musicien américain du groupe Lifehouse.
- 1981 :
  - Lætitia Bléger, Miss France 2004.
  - Mary Munive, femme politique, vice-présidente du Costa Rica.
  - Michael Pitt, musicien et acteur américain, guitariste-chanteur du groupe Pagoda.
- 1982 :
  - Sami Driss, basketteur français.
  - Andre Ethier, joueur de baseball américain.
  - Chyler Leigh, actrice américaine.
- 1983 : Bobby Dixon, basketteur américain.
- 1984 :
  - Lucy Lee, actrice tchèque.
  - Mandy Moore, chanteuse américaine.
- 1985 : Dion Phaneuf, hockeyeur canadien.
- 1986 :
  - Vincent Kompany, footballeur belge.
  - Corey Kluber, lanceur de baseball américain.
- 1987 :
  - Shay Mitchell, actrice et mannequin canadienne.
  - Hayley Westenra, artiste lyrique néo-zélandaise.
- 1988 :
  - Chris Heston, joueur de baseball américain.
  - Haley Joel Osment, acteur américain.
  - Pilar Bakam Tzuche, haltérophile camerounaise.
- 1989 : Thomas Heurtel, basketteur français.
- 1990 : Alex Pettyfer, acteur et mannequin britannique.
- 1992 :
  - Daisy Ridley, actrice britannique.
  - Sadio Mané, footballeur sénégalais.
- 1993 : Barbara Pravi, chanteuse et compositrice française vice-lauréate du concours de la chanson en Eurovision en 2021.
- 1994 : Nerlens Noel, joueur de basketball américain.
- 1996 : Loïc Nottet, chanteur, danseur et compositeur belge.

### XXIesiècle
- 2007 : princesse Ariane des Pays-Bas, troisième fille du roi Willem-Alexander des Pays-Bas et de la reine Máxima.

## Décès

### Xesiècle
- 947 : Hugues d'Arles, roi d'Italie (° vers 880).

### XVesiècle
- 1460 : Antoine Neyrot, religieux catholique italien de l'Ordre des Prêcheurs (O.P., des Dominicains), martyrisé à Tunis (° v. 1425)

### XVIesiècle
- 1533 : Frédéric Ier, roi de Danemark (° 7 octobre 1471).
- 1585 : Grégoire XIII  (Ugo Boncompagni dit), 226e pape (° 7 janvier 1502).
- 1599 : Gabrielle d'Estrées, maîtresse du roi Henri IV (° 1571).

### XVIIesiècle
- 1640 : Agostino Agazzari, compositeur italien (° 2 décembre 1578).

### XVIIIesiècle
- 1704 : Guillaume-Egon de Furstenberg, prélat français (° 2 décembre 1629).
- 1716 : Samuel Faber, érudit allemand (° 3 mars 1657).
- 1728 : Nicodemus Tessin le Jeune, architecte suédois (° 23 mai 1654).
- 1756 : Giacomo Antonio Perti, compositeur italien (° 6 juin 1661).
- 1760 : Jean Lebeuf, historien français (° 7 mars 1687).
- 1786 : John Byron, militaire britannique (° 8 novembre 1723).

### XIXesiècle
- 1813 : Joseph-Louis Lagrange, mathématicien français (° 25 janvier 1736).
- 1814 : Éloi Charlemagne Taupin, militaire français (° 17 août 1767).
- 1825 : Paul-Louis Courier, écrivain français (° 4 janvier 1772).
- 1882 :
  - Ewelina Hańska, comtesse polonaise, épouse d'Honoré de Balzac (° 6 janvier 1801).
  - Dante Gabriel Rossetti, poète et peintre britannique (° 12 mai 1828).
- 1883 : Emilie Mayer, compositrice allemande (° 14 mai 1812).
- 1884 : Jean-Baptiste Dumas, chimiste et homme politique français (° 14 juillet 1800).
- 1886 : Agostino Bertani, médecin et homme politique italien (° 19 octobre 1812).
- 1894 : Victor Angerer, photographe austro-hongrois (° 3 octobre 1839)

### XXesiècle
- 1919 : Emiliano Zapata, révolutionnaire mexicain (° 8 août 1879).
- 1931 : Gibran Khalil Gibran, poète libanais (° 6 janvier 1883).
- 1938 : King Oliver (Joseph Nathan Oliver dit), cornettiste, compositeur et chef d’orchestre américain (° 11 mai 1885).
- 1945 : Julien Roger, maître fusilier marin, compagnon de la Libération (° 17 décembre 1919).
- 1948 : Edmond Briat, syndicaliste français (° 28 décembre 1864).
- 1954 : Auguste Lumière, ingénieur français, inventeur du cinéma (° 19 octobre 1862).
- 1955 : Pierre Teilhard de Chardin, religieux, scientifique et philosophe français (° 1er mai 1881).
- 1958 : Chuck Willis, chanteur américain (° 31 janvier 1928).
- 1960 : André Berthomieu, cinéaste français (° 16 février 1903).
- 1962 :
  - Michael Curtiz, réalisateur américain (° 24 décembre 1886).
  - Stuart Sutcliffe, peintre et musicien britannique, membre éphémère des Beatles (° 23 juin 1940).
- 1965 :
  - Linda Darnell, actrice américaine (° 16 octobre 1923).
  - Caroline Otero dite « La Belle Otero », chanteuse, danseuse et courtisane espagnole (° 4 novembre 1868).
- 1966 : Evelyn Waugh, écrivain britannique (° 28 octobre 1903).
- 1967 : Jean-Claude Rolland, acteur français (° 31 août 1931).
- 1975 : Marjorie Main, actrice américaine (° 24 février 1890).
- 1979 : Nino Rota, compositeur italien (° 3 décembre 1911).
- 1980 : Kay Medford, actrice américaine (° 14 septembre 1914).
- 1986 : Linda Creed (en), chanteuse et compositrice américaine (° 6 décembre 1948).
- 1991 : Natalie Schafer, actrice américaine (° 5 novembre 1900).
- 1993 : Chris Hani, homme politique sud-africaine (° 28 juin 1942).
- 1996 : Hans Beck, sauteur à ski norvégien (° 25 avril 1911).
- 1997 : Martin Schwarzschild, astronaute germano-américain (° 31 mai 1912).
- 1998 :
  - Raimond Castaing, physicien français (° 28 décembre 1921).
  - Jean Chapot, acteur, dialoguiste, compositeur, producteur, scénariste et réalisateur français (° 15 novembre 1930).
  - Dieter Erler, footballeur est-allemand puis allemand (° 28 mai 1939).
  - Zezé Moreira, footballeur puis entraîneur brésilien (° 16 octobre 1907).
- 1999 : Fatafehi Tuʻipelehake, prince et homme politique tongien (° 7 janvier 1922).
- 2000 :
  - Rabah Bitat, homme politique algérien (° 19 décembre 1925).
  - Peter Jones, acteur et scénariste américain (° 12 juin 1920).
  - Larry Linville, acteur américain (° 29 septembre 1939).

### XXIesiècle
- 2001 : 
  - Jean-Gabriel Albicocco, réalisateur français (° 15 février 1936).
  - Nyree Dawn Porter, actrice australienne (° 22 janvier 1936).
- 2002 :
  - Maurice Horgues, chansonnier français (° 8 juillet 1923).
  - Yuji Hyakutake, astronome japonais (° 7 juillet 1950).
- 2003 : Little Eva, chanteuse américaine (° 29 juin 1943).
- 2004 : Jacek Kaczmarski, chanteur polonais (° 22 mars 1957).
- 2005 : Norbert Brainin, violoniste autrichien (° 12 mars 1923).
- 2006 : Claude Esteban, poète français (° 26 juillet 1935).
- 2007 :
  - Ibrahim ben Mohammed Al ach-Cheikh, érudit musulman et homme politique saoudien (° 1925 ou 1926).
  - Charles Philippe Leblond, biologiste québécois, spécialiste de la recherche biomédicale fondamentale (° 5 février 1910).
  - Dakota Staton, chanteuse de jazz américaine (° 30 juin 1930).
- 2008 : Ernest Corripio Ahumada, prélat mexicain (° 29 juin 1919).
- 2010 :
  - Lech Kaczyński, président de la République polonais (° 18 juin 1949).
  - Dixie Carter, actrice américaine (° 25 mai 1939).
  - Franciszek Gagor, général polonais (° 8 septembre 1951).
- 2012 : 
  - Raymond Aubrac, résistant français (° 31 juillet 1914).
  - Maria-Pia Casilio, actrice italienne (° 5 mai 1935).
  - Jean Stout (Jean Destouet dit), chanteur et acteur français spécialisé dans le doublage, voix chantée de Baloo dans le dessin animé "Le Livre de la jungle" etc. (° 17 avril 1933).
- 2013 :
  - Raymond Boudon, sociologue français académicien ès sciences morales et politiques (° 27 janvier 1934).
  - Robert Edwards, physiologiste britannique (° 27 septembre 1925).
- 2014 :
  - Dominique Baudis, journaliste et homme politique français (° 14 avril 1947).
  - Jim Flaherty, homme politique canadien (° 30 décembre 1949).
  - Paul Lacroix, peintre et sculpteur québécois (° 11 avril 1929).
  - Sue Townsend, romancière anglaise (° 2 avril 1946).
- 2021 : 
  - LaDonna Brave Bull Allard (en) (LaDonna Tamakawastewin -Femme de bonne Terre- Brave Bull -Taureau brave- Allard), historienne, généalogiste, défenseure d'accès à l'eau et à des terres ancestrales sacrées, native amérindienne lakota du Dakota du nord aux États-Unis (° 8 juin 1956).
  - Édouard J. Maunick, poète, écrivain, journaliste et diplomate mauricien (° 23 septembre 1931).
- 2022 :
  - Philippe Boesmans, compositeur belge (° 17 mai 1936).
  - Gary Brown, joueur de foot U.S américain (° 1er juillet 1969).
- 2023 :
  - Paul Furlan, homme politique belge (° 3 novembre 1962).
  - Al Jaffee, dessinateur américain (° 13 mars 1921).
  - Pierre Lacotte, danseur et chorégraphe français (° 4 avril 1932).
  - Anne Perry, écrivain britannique (° 28 octobre 1938).
  - Fernando Sánchez Dragó, écrivain espagnol (° 2 octobre 1936).
  - Raymond Sawada, hockeyeur sur glace canadien (° 19 février 1985).
  - Jacques Serguine, écrivain et essayiste français (° 9 juin 1934).
  - Hervé Temime, avocat français (° 26 juin 1957).
- 2024 : 
  - Trina Robbins, autrice de bande dessinée, historienne de la bande dessinée et militante féministe américaine (° 17 août 1938).
  - O. J. Simpson, joueur américain de football américain  (° 9 juillet 1947).

## Célébrations

### Nationales ou / et fédérales
États-Unis :
- journée des frères et sœurs ;

### Saints des Églises chrétiennes

#### Saints des Églises catholiques et orthodoxes
Référencés ci-après in fine, :
- Appolonius († IVe siècle), prêtre et martyr avec cinq compagnons à Alexandrie.
- Bademus de Perse († v. 380), martyr.
- Bède le jeune († 883), bénédictin à Gavello.
- Fulbert de Chartres († 1028), évêque de Chartres.
- Gaïan († IVe siècle), diacre et martyr en Thrace.
- Jacques, Azadan et Audice († 380), martyr en Perse.
- Macaire l'Arménien († 1042), évangélisateur de la Bavière, moine à l'abbaye Saint-Bavon de Gand.
- Pallade († 658), évêque d'Auxerre.
- Terence et ses compagnons († 250), martyrs à Carthage.

#### Saints et bienheureux des Églises catholiques
Référencés ci-après in fine :
- Antoine Neyrot († 1460), bienheureux religieux dominicain italien martyr à Tunis.
- Boniface Zukowski († 1942), bienheureux religieux franciscain polonais martyr à Dachau.
- Madeleine de Canossa († 1835), religieuse italienne fondatrice des filles de la charité canossienne.
- Marc Fantuzzi de Bologne († 1479), bienheureux religieux franciscain italien.
- Michel des Saints († 1625), religieux espagnol trinitaire.
- Paterne d'Abdinghof († 1058), bienheureux religieux reclus à l'abbaye Saints-Pierre-et-Paul de Paderborn.
- Pedro Maria Ramirez Ramos († 1948), bienheureux prêtre colombien.

#### Saint orthodoxe
- Démos de Smyrne († 1763), martyr.

- Grégoire († 1821) / Grégoire V de Constantinople, néo-martyr (aux dates éventuellement "juliennes" / orientales)[12].

### Prénoms du jour
Bonne fête aux Fulbert.
Et aussi aux :
- Adeodat.
- Ezéchiel,
- Grégoire et ses variantes ou diminutifs : Greg, Grégori, Gregorio, Grégorio, Grégory, Krikor ; et leurs formes féminines : Gregoria, Grégoria et Grégorie (fête majeure le 3 septembre).
- Térence et ses variantes ou diminutifs Terrance, Terrence et Terry (et non pas le 1er juillet propre aux Thierry et à leurs variantes).

## Traditions et superstitions

### Dictons
- « À sainte-Waudru [9 avril] et saint-Macaire [plus haut], on revoit les giboulées d'hiver. »[13]
- « À saint-Fulbert, on reçoit les giboulées pour l'hiver. »[14]
- « Souvent à saint-Macaire, reviennent les giboulées d'hiver. »[15]

### Astrologie
- Signe du zodiaque : 21e jour du signe astrologique du Bélier.

## Toponymie
Les noms de plusieurs voies, places, sites ou édifices de pays ou de régions francophones contiennent cette date sous diverses graphies : voir Dix-Avril .